# Сальвиани, Ипполит
Ипполи́т Сальвиа́ни (итал. Ippolito Salviani; 1514, Читта-ди-Кастелло — 1572, Рим) — итальянский врач и натуралист.

## Биография
Сальвиани изучал медицину в Риме, где и сделался домашним врачом папы Юлия III, Марселя II и Павла IV. Помимо своей медицинской деятельности, он занялся специальным изучением рыб, результатом чего был труд «Aquatilium animalium historia» (1554 — 58), для печатания которого Сальвиани устроил в своём доме типографию. Этот труд, в котором автор описывает только 92 вида рыб, распределённых на основании их внешних признаков, выдержал три издания. Описание сопровождается указанием синонимии, местонахождения, образа жизни и приёмов лова каждой рыбы. Хотя в нём много ошибок, но благодаря качественным таблицам он играл важную роль в истории ихтиологии наравне с трудами Белона и Ронделлета.